# Zyprischer Fußballpokal 2021/22
Der Zyprische Fußballpokal 2021/22 war die 80. Austragung des zyprischen Pokalwettbewerbs. Er wurde vom zyprischen Fußballverband ausgetragen. Das Finale fand am 25. Mai 2022 im GSP-Stadion von Nikosia statt.
Pokalsieger wurde Omonia Nikosia. Das Team setzte sich im Finale gegen Ethnikos Achnas durch. Omonia qualifizierte sich durch den Sieg für die Play-off-Runde der UEFA Europa League 2022/23.

## Modus
Die Begegnungen der 1. Runde wurden in einem Spiel ausgetragen. Bei unentschiedenem Ausgang gab es eine Verlängerung von zweimal 15 Minuten und gegebenenfalls ein Elfmeterschießen. Die Begegnungen von der 2. Runde bis zum Halbfinale wurden in Hin- und Rückspiel ausgetragen. Bei Torgleichheit entschied zunächst die Anzahl der auswärts erzielten Tore, danach eine Verlängerung und falls erforderlich ein Elfmeterschießen.

## Teilnehmer
Es nahmen nur Mannschaften der ersten beiden Ligen teil.
| First Division (12)                                                                                        | First Division (12)                                                                                        | Second Division (11) | Second Division (11)                                                                                      |
| --- | --- | --- | --- |
| - AEK Larnaka - AEL Limassol 1 - Anorthosis Famagusta 1 - APOEL Nikosia - Apollon Limassol - Aris Limassol | - Doxa Katokopia - Ethnikos Achnas - Olympiakos Nikosia 1 - Omonia Nikosia 1 - PAEEK Kyrenia 1 - Paphos FC | - Achyronas Liopetriou - Akritas Chlorakas - Alki Oriklini - Enosis Neon Paralimni - Ermis Aradippou 1 - Karmiotissa FC 1 | - Nea Salamis Famagusta - Olympias Lympion - Omonia 29is Maiou - Onisilos Sotira 2014 1 - PO Xylotymbou 1 |

## 1. Runde
In dieser Runde traten 7 Teams der Second Division und 7 Teams der First Division an.
|                      | Ergebnis              |                       |
| -------------------- | --------------------- | --------------------- |
| Alki Oriklini        | 0:4                   | AEK Larnaka           |
| APOEL Nikosia        | 2:0                   | Nea Salamis Famagusta |
| Apollon Limassol     | 3:1                   | Olympias Lympion      |
| Omonia 29is Maiou    | 0:1                   | Paphos FC             |
| Achyronas Liopetriou | 0:4                   | Ethnikos Achnas       |
| Aris Limassol        | 2:2 n. V. (2:4 i. E.) | Enosis Neon Paralimni |
| Doxa Katokopia       | 5:1                   | Akritas Chlorakas     |

## 2. Runde
In dieser Runde stiegen weitere 4 Vereine der Second Division und 5 Vereine der First Division ein.
|                      | Gesamt    |                       | Hinspiel | Rückspiel |
| -------------------- | --------- | --------------------- | -------- | --------- |
| Ermis Aradippou      | 1:6       | Enosis Neon Paralimni | 1:1      | 0:5       |
| Onisilos Sotira 2014 | 5:3       | Karmiotissa FC        | 4:3      | 1:0       |
| AEK Larnaka          | (a)3:3(a) | PAEEK Kyrenia         | 1:1      | 2:2       |
| Paphos FC            | 1:3       | Anorthosis Famagusta  | 1:3      | 0:0       |
| APOEL Nikosia        | 6:1       | Olympiakos Nikosia    | 2:1      | 4:0       |
| PO Xylotymbou        | 1:7       | Omonia Nikosia        | 0:5      | 1:2       |
| Ethnikos Achnas      | 3:1       | Doxa Katokopia        | 3:1      | 0:0       |
| Apollon Limassol     | 1:2       | AEL Limassol          | 1:0      | 0:2 n. V. |

## Viertelfinale
|                 | Gesamt    |                       | Hinspiel | Rückspiel |
| --------------- | --------- | --------------------- | -------- | --------- |
| Ethnikos Achnas | 5:0       | Enosis Neon Paralimni | 1:0      | 4:0       |
| APOEL Nikosia   | (a)2:2(a) | Anorthosis Famagusta  | 2:1      | 0:1       |
| AEK Larnaka     | 13:10     | Onisilos Sotira 2014  | 8:0      | 5:1       |
| AEL Limassol    | (a)1:1(a) | Omonia Nikosia        | 1:1      | 0:0       |

## Halbfinale
|                      | Gesamt |                 | Hinspiel | Rückspiel |
| -------------------- | ------ | --------------- | -------- | --------- |
| AEK Larnaka          | 2:5    | Ethnikos Achnas | 1:2      | 1:3       |
| Anorthosis Famagusta | 1:3    | Omonia Nikosia  | 0:2      | 1:1       |

## Finale
| Paarung         | Omonia Nikosia – Ethnikos Achnas |
| Ergebnis        | 0:0 n. V.; 5:4 i. E. |
| Datum           | 25. Mai 2022 |
| Stadion         | GSP-Stadion, Nikosia |
| Zuschauer       | 17.095 |
| Schiedsrichter  | Marco di Bello ( Italien) |
| Tore            | Elfmeterschießen: Fabiano Ribeiro hält gegen Goba Zakpa Andreas Christodoulou hält gegen Marko Šćepović 0:1 Abraham González Casanova 1:1 Héctor Yuste Fabiano Ribeiro hält gegen Ihor Chudobjak 2:1 Ádám Lang 2:2 Marios Elia Andronikos Kakoullis schießt über das Tor 2:3 Igors Tarasovs 3:3 José Semedo 3:4 Francisco Aguirre 4:4 Loizos Loizou Fabiano Ribeiro hält gegen Marios Peratikos 5:4 Charalambos Charalambous |
| Omonia Nikosia  | Fabiano Ribeiro – Abdullahi Shehu, Héctor Yuste, Ádám Lang, Francisco „Kiko“ Manuel Geraldo Rosa (46. Nikolas Panayiotou) – Fouad Bachirou, Mix Diskerud (90. Charalambos Charalambous), Loizos Loizou, Maximiliano Lovera (65. Marko Šćepović) – Fotis Papoulis (11. Tomáš Hubočan), Tim Matavž (65. Andronikos Kakoullis) Cheftrainer: Neil Lennon ( Nordirland)                                                           |
| Ethnikos Achnas | Andreas Christodoulou – Thomas Ioannou (106. Marios Peratikos), Toni Gorupec, Zacharias Adoni, Kostas Pilea – Igors Tarasovs, Ihor Chudobjak, Abraham González Casanova, Franco Mazurek (90. Jan Doležal) – Kamil Wojtkowski (58. Goba Zakpa), Michal Ďuriš (101. Marios Elia) Cheftrainer: Andrei Razdrh ( Slowenien) |
| Gelbe Karten    | Loizos Loizou, Fouad Bachirou, Héctor Yuste – Kamil Wojtkowski, Zacharias Adoni, Goba Zakpa, Toni Gorupec |
| Platzverweise   | Abdullahi Shehu (5.) – keine |